# Enicur dorsigrís
L'enicur dorsigrís (Enicurus schistaceus) és una espècie d'ocell de la família dels muscicàpids (Muscicapidae). Es troba present als següents països del sud-est asiàtic: Bangladesh, Bhutan, l'Índia, Cambodja, Xina, Malàisia, Myanmar, Nepal, Tailàndia i Vietnam. Sol frequentar les zones humides i els cursos d'aigua en boscos tropicals i subtropicals de frondoses humits. El seu estat de conservació es considera de risc mínim.